# The Empty Man
The Empty Man är en amerikansk-sydafrikansk-fransk skräckfilm, baserad på Cullen Bunn och Vanesa R. Del Reys grafiska roman med samma namn, som hade biopremiär i USA av 20th Century Studios (under det gamla namnet 20th Century Fox), den 23 oktober 2020. Filmen är regisserad av David Prior, som även har valt att skriva hela manuset till filmen. I huvudrollerna syns James Badge Dale, Marin Ireland, Stephen Root, Ron Canada, Robert Aramayo, Joel Courtney, och Sasha Frolova.

## Handling
Filmens handling utspelar sig mestadels i den amerikanska delstaten Missouri under år 2018, och kretsar kring den före detta polisen James Lasombra, som efter att ha förlorat sin älskade fru och son, kastar sig in i utredningen kring ett gäng försvunna tonåringar, inklusive sin vän Nora Quails tonårsdotter Amanda. Mitt uppe i denna utredning så upptäcker James någon slags hemlig sekt, som sägs vilja sammankalla ett skräckinjagande, övernaturligt väsen vid namn "The Empty Man". Efter att ha följt vissa ledtrådar i detta fall, så inser han snart efter ett tag, att han och alla hans närståendes liv svävar i stor livsfara.

## Rollista
| James Badge Dale | – James Lasombra     |
| Marin Ireland    | – Nora Quail         |
| Stephen Root     | – Arthur Parsons     |
| Ron Canada       | – Detektiv Villiers  |
| Robert Aramayo   | – Garrett            |
| Joel Courtney    | – Brandon Maibaum    |
| Sasha Frolova    | – Amanda Quail       |
| Evan Jonigkeit   | – Greg               |
| Virginia Kull    | – Ruthie             |
| Samantha Logan   | – Davara Walsh       |
| Jessica Matten   | – Fiona              |
| Phoebe Nicholls  | – Sköterska Allerton |
| Aaron Poole      | – Paul               |
| Owen Teague      | – Duncan West        |